# 大倉ダム
大倉ダム（おおくらダム）は、宮城県仙台市青葉区、名取川水系大倉川に建設されたダムである。
2011年（平成23年）8月1日より2027年（令和9年）3月31日までは、仙台環境開発が150万円/年で命名権を取得したため「仙台環境開発大倉ダム」（せんだいかんきょうかいはつおおくらダム）が愛称として使用される。公式略称は「仙台環境大倉ダム」。

## 概要
宮城県土木部河川課・仙台地方ダム総合事務所（大倉ダム管理事務所）が管理を行う県営ダムであるが、当初は建設省東北地方建設局（現在の国土交通省東北地方整備局）が施工した特定多目的ダムである。高さ82.0 m、型式は全国に2箇所しか存在しないマルチプルアーチダムであり、2つのアーチが連なるダブルアーチ式コンクリートダムという珍しい型式としては、日本唯一である。名取川の治水と仙台市の水がめとして建設された。ダムによって形成された人造湖は大倉湖（おおくらこ）と命名されている。2023年（令和5年）9月に土木学会選奨土木遺産に認定された。

## 地理
ダムが建設された大倉川は、名取川水系の主要な河川でさとう宗幸の「青葉城恋唄」にも歌われた広瀬川の支流である。奥羽山脈の主要な山岳である船形山を水源とし、険しい峡谷を形成しながら概ね南東に向けて流れ、青下川などを合わせて広瀬川に合流する。広瀬川はその後東に向けて流れ、仙台市中心部を通過した後名取川に合流し、太平洋へと注ぐ。ダムの完成当時から近年までの所在地は宮城郡宮城町（完成当時は宮城村）であったが、仙台市と合併し現在は仙台市青葉区となっている。
なお、広瀬川合流点より上流を見た場合、流路延長では広瀬川本川よりも大倉川の方が長くなっている。ただし流域面積では広瀬川の方が広い。

## 沿革
大都市・仙台を抱える名取川水系では、20世紀に入って仙台市への上水道供給を目的とした河川開発が進められていた。既に仙台市水道局によって支流の青下川に青下第一ダム・青下第二ダム・青下第三ダムが建設されていたが、戦後1950年（昭和25年）頃より急激に仙台市の人口が増加、将来的に水需要が逼迫（ひっぱく）する事が目に見えていた。このため仙台市では大倉川に1954年（昭和29年）上水道専用ダムとして「大倉川水源拡張事業計画」を策定し、水需要に対処しようとした。総貯水容量を2千200万トン有する定義ダム（じょうぎダム）を現在のダム地点より約10km上流である大倉高見沢囲に建設する計画を立てた。
一方、年平均で2,000mmと比較的降水量が多い上に、河川改修が十分ではないこともあって大倉川や広瀬川は度々洪水の被害を仙台市に与えていた。特に1950年に発生した集中豪雨は仙台市中心部に深刻な被害を与え、被害額は当時で約20億円の莫大な被害となった。また、明治時代より港湾整備が進められた現・仙台塩釜港は、戦後も工業地域整備と共に船舶の入港が増えた。これにより工業用水道や寄航船舶への給水需要が増えてこのままで行けば上水道と同様に逼迫する可能性が高まった。
こうしたことから名取川水系の治水と、仙塩地区の工業地帯への用水供給、さらに穀倉地帯である仙台平野への新規灌漑（かんがい）用水供給も目的とした河川総合開発事業が名取川でも立案された。この名取川水系総合開発計画は戦前より内務省が進めていたが、戦後河川行政を継承した建設省によって具体化され、1950年（昭和25年）の国土総合開発法制定に伴い指定された「仙塩特定地域総合開発計画」によって仙塩地域への水源整備を目的に事業が着手された。名取川本流と広瀬川にはダムを建設するだけのメリットがある適地が存在しなかったため、碁石川と広瀬川最大の支流大倉川にダムを建設して名取川の治水と利水を図ろうとした。このうち大倉川には市の計画より約10km下流、大倉岩下囲に一回り大きなダムを建設する計画とした。これが「大倉川総合開発事業」・大倉ダムである。

## 補償
ダム計画を巡っては、当初宮城県によって計画が行われていた。このため多目的ダムとしての計画を進める宮城音五郎宮城県知事と、「大倉川水源拡張事業」による定義ダム計画を進める岡崎栄松仙台市長が対立。意見の平行線状態が数年続いたが、建設省が名取川水系総合開発計画を1957年（昭和32年）に発表して大倉ダム計画が国直轄となったことで、市長は計画を断念。以後仙台市は水道事業者として「大倉川総合開発事業」に参入し、「大倉川水源拡張事業」は統合された。
この間、建設予定地の大沢村は、合併して宮城町になっていた。定義ダムの場合では水没戸数は10戸程度に限られ地元の犠牲も小規模であったが、大倉ダムの場合では大倉地区の中心が水没対象となり、58戸63世帯が水没することとなった。水没者はダム建設反対運動を起こしたが徹底せず、徐々に住民は立ち退きに応じた。ところが、補償交渉の当事者となった建設省大倉ダム建設事務所所長と住民側の右岸ダム建設反対期成同盟の会長が結託して、支払い額と実際に住民に渡される額とを違え、差額を着服するという事件が1958年（昭和33年）に発覚した。こうした不祥事もあり補償交渉は混乱したが、最終的には補償交渉は妥結した。
また、ダム建設によって東北電力の水力発電所である大倉発電所（旧）が取水口水没によって発電不可能となることから、これを補償するために発電所を改造しダム右岸部に取水口を新設して発電を行うことで東北電力と合意。これによりダムが大倉発電所の新たな取水口となることから水力発電も目的に追加された。
ダムは四年の歳月を掛けて1961年（昭和36年）に完成、同年より管理事務は建設省から宮城県に移管され、現在に至る。建設省東北地方建設局管内では大倉ダムの他に目屋ダム（岩木川・青森県）、鎧畑ダム（玉川・秋田県）、皆瀬ダム（皆瀬川・秋田県）が同時期にそれぞれの地方自治体へ管理が移管されている。

## ダブルアーチダム
ダムは当初ゲート3門を有する重力式コンクリートダムとして計画されていた。そして両岸が安山岩やデイサイトを中心とした堅固な岩盤であったため、コンクリートの量を減らすことの可能なアーチ式コンクリートダムが型式として採用された。ところがダム地点は左岸が険しい峡谷であるが、右岸はなだらかな平地であり、広い谷であったことから通常の方法ではアーチダムの建設は困難であった。このため右岸の谷と平地の境目に人工的な支壁（アバットメントまたはスラストブロックと呼ぶ）を造り、それを支柱として両岸にアーチダムを並べて2つ建設することとした。
このような型式をダブルアーチ式コンクリートダムと呼び、複数のアーチダムが連なることからマルチプル（多連式）アーチダムに分類される。日本においてはマルチプルアーチダムは2箇所しか存在せず、大倉ダムの他には香川県に1930年（昭和5年）に建設された豊稔池ダム（柞田川）がある。なお、豊稔池ダムは五連式のアーチダムであり、二連式のダブルアーチダムは大倉ダムが日本で唯一である。大倉ダム以降、日本ではマルチプルアーチダムは建設されていない。
| 左岸側アーチ |  | 右岸側アーチ |
| 左岸側アーチ |  | 右岸側アーチ |

## 目的
大倉ダムの目的は治水（洪水調節、不特定利水）と利水（灌漑、上水道・工業用水道供給、水力発電）であり、多目的ダムの中では用途が広いダムである。1970年（昭和45年）碁石川に完成した釜房ダム（かまふさダム）と連携して、仙台市の治水と利水に資している。
洪水調節では、治水基準点である仙台市の県道井土長町線（旧国道4号）・広瀬橋地点において計画高水流量（計画の元となった過去最大の洪水流量）である毎秒2,500トンの洪水を毎秒1,800トンに抑制（毎秒700トンのカット）する。ダム地点では毎秒1,200トンの洪水を800トンカットして毎秒400トンに抑える。これによって仙台市を始めとする広瀬川流域の治水を図る。不特定利水では四ッ谷堰を基準点として、最大で毎秒7.3トンの河川流量を維持し、慣行水利権分の農地に対する農業用水補給と広瀬川の正常な流量の維持を図って、河川生態系の保護を行う。
灌漑については大倉川土地改良区が管轄する仙台市青葉区の大倉川・広瀬川沿岸部における新規開墾農地、800ヘクタールに最大で毎秒2.3トンの農業用水を供給し、開墾の促進を図る。水道供給については仙台市の水がめとして重要な役割を担い、上水道では仙台市と塩竈市に日量125,000トンを、工業用水道では二市に加えて多賀城市の三市、仙塩工業地域に日量で10万トン供給する。そして水力発電は、東北電力大倉発電所により認可出力5,200kWの電力を仙台地区に供給する。

## 大倉湖周辺
ダムの上流に定義如来があり多くの参拝客が訪れる他、近くに作並温泉があって観光地となっている。
ダム湖である大倉湖の湖畔には、左岸（北側）に旧仙台市立大倉小学校や右岸（南側）に大倉ふるさとセンター（旧大倉中学校敷地）などがあり、左岸には旧大倉小学校に隣接してダム湖畔公園がある。また、ダム堤体下流にはダム下流公園があり、春には桜とダムが一緒に見られるスポットになっている。
ダム堤体上の道路は、主要地方道県道定義仙台線となっていて、仙台市営バス定義線はこのダムサイト上を路線としており、定義如来へ行くバスが通る。

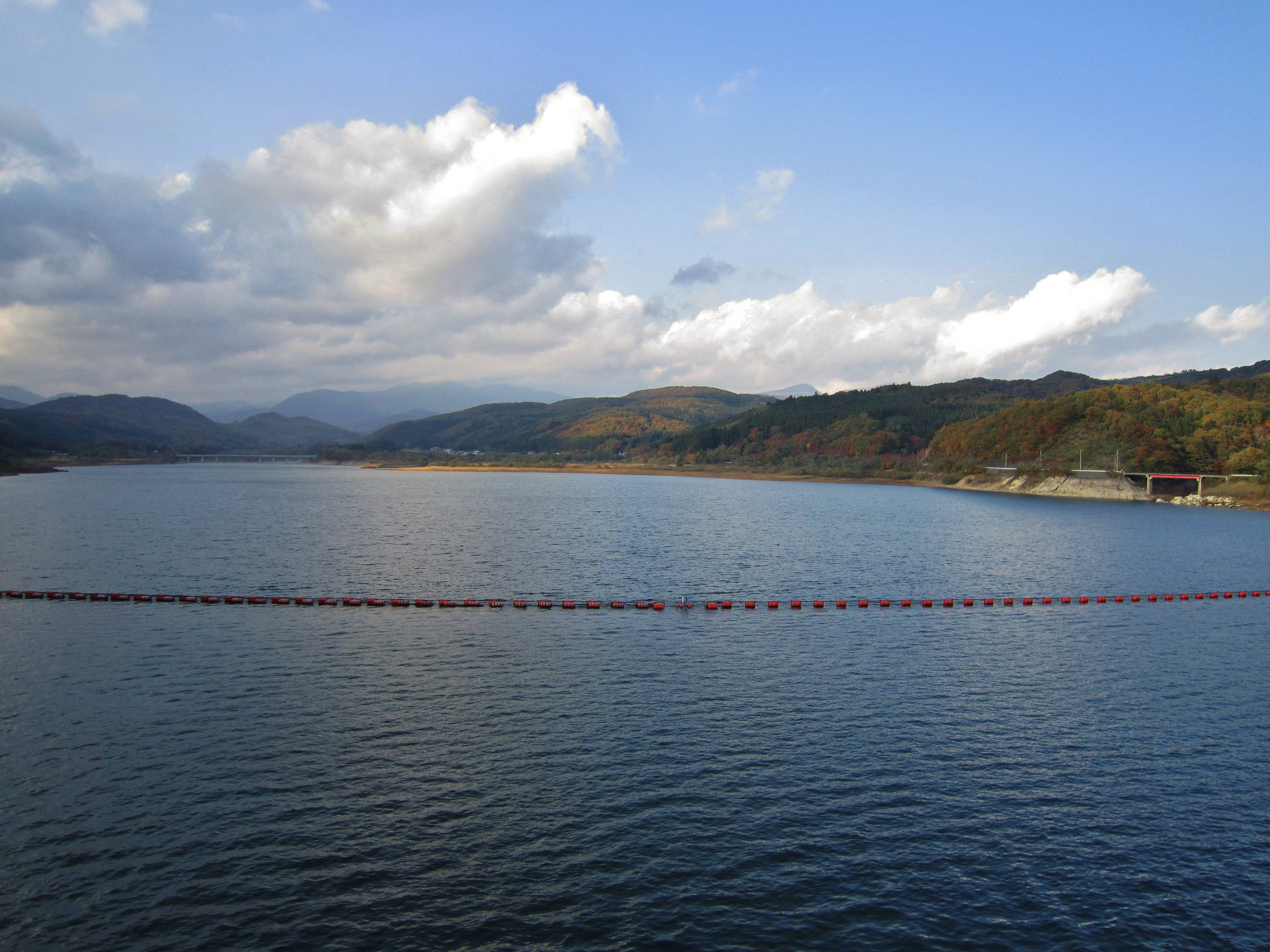
大倉湖
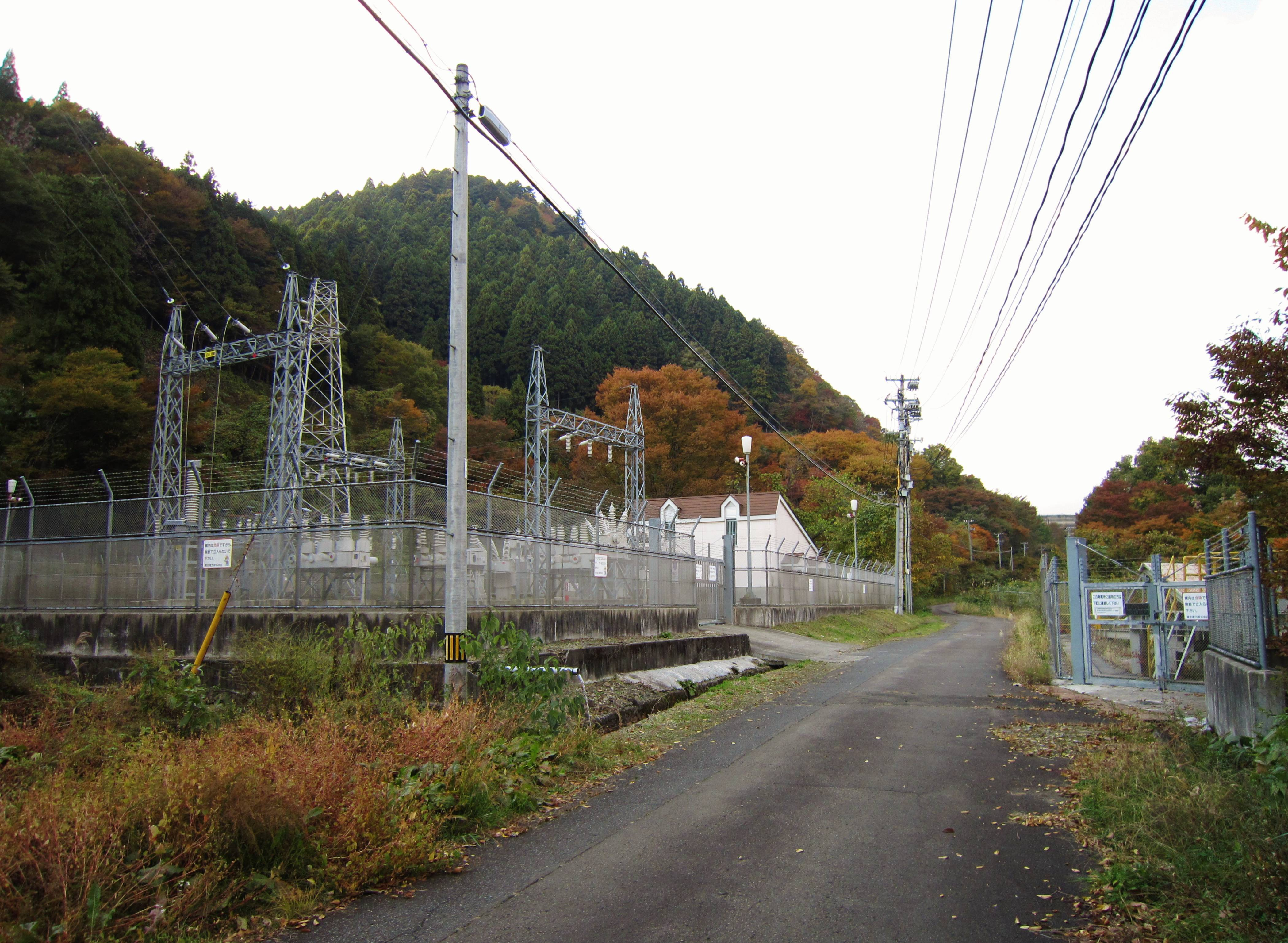
大倉発電所